# 贝利-波尔温-普劳夫公式
贝利-波尔温-普劳夫公式（BBP公式）提供了一个计算圓周率π的第n位二进制数的spigot算法。这个求和公式是在1995年由西蒙·普勞夫提出的，并以公布这个公式的论文作者大卫·贝利、彼得·博温和普勞夫的名字命名。在论文发表之前，普勞夫已将此公式在他的网站上公布。这个公式是： 
{\displaystyle \pi =\sum _{k=0}^{\infty }\left[{\frac {1}{16^{k}}}\left({\frac {4}{8k+1}}-{\frac {2}{8k+4}}-{\frac {1}{8k+5}}-{\frac {1}{8k+6}}\right)\right]}
这个公式的发现曾震惊学界。数百年来，求出π的第n位小数而不求出它的前n-1位曾被认为是不可能的。
自从这个发现以来，发现了更多的无理数常数的类似公式，它们都有一个类似的形式：
{\displaystyle \alpha =\sum _{k=0}^{\infty }\left[{\frac {1}{b^{k}}}{\frac {p(k)}{q(k)}}\right]}
其中α是目标常数，p和q是整系数多项式，b ≥ 2是整数的数制。
这种形式的公式被称为BBP式公式（BBP-type formulas）。由特定的p,q和b可组合出一些著名的常数。但至今尚未找出一种系统的算法来寻找合适的组合，而已知的公式多是通过实验数学得出的。

## 特例
一个已经得出很多解的BBP式的特例是：
{\displaystyle P(s,b,m,A)=\sum _{k=0}^{\infty }\left[{\frac {1}{b^{k}}}\sum _{j=1}^{m}{\frac {a_{j}}{(mk+j)^{s}}}\right]}
其中s, b和m是整数，{\displaystyle A=(a_{1},a_{2},\dots ,a_{m})}是一个整数向量。
使用P函数可得到一些解法的省略记法。

### 已知的BBP式
在BBP公式发现之前，就已经有些最简单的此类公式广为所知。他们使用P函数的省略记法如下：
{\displaystyle {\begin{aligned}\ln {\frac {9}{10}}&=-{\frac {1}{10}}-{\frac {1}{200}}-{\frac {1}{3\ 000}}-{\frac {1}{40\ 000}}-{\frac {1}{500\ 000}}-\cdots \\&=-\sum _{k=1}^{\infty }{\frac {1}{10^{k}\cdot k}}=-{\frac {1}{10}}\sum _{k=0}^{\infty }\left[{\frac {1}{10^{k}}}\left({\frac {1}{k+1}}\right)\right]\\&=-{\frac {1}{10}}P\left(1,10,1,(1)\right)\end{aligned}}}
{\displaystyle {\begin{aligned}\ln 2&={\frac {1}{2}}+{\frac {1}{2\cdot 2^{2}}}+{\frac {1}{3\cdot 2^{3}}}+{\frac {1}{4\cdot 2^{4}}}+{\frac {1}{5\cdot 2^{5}}}+\cdots \\&=\sum _{k=1}^{\infty }{\frac {1}{2^{k}\cdot k}}={\frac {1}{2}}\sum _{k=0}^{\infty }\left[{\frac {1}{2^{k}}}\left({\frac {1}{k+1}}\right)\right]\\&={\frac {1}{2}}P\left(1,2,1,(1)\right)\end{aligned}}}
普勞夫也对这种形式的反正切函數的級數展開感兴趣（P记法还可以泛化为b不是整数的情形）:
{\displaystyle {\begin{aligned}\arctan {\frac {1}{b}}&={\frac {1}{b}}-{\frac {1}{b^{3}3}}+{\frac {1}{b^{5}5}}-{\frac {1}{b^{7}7}}+{\frac {1}{b^{9}9}}+\cdots \\&=\sum _{k=1}^{\infty }\left[{\frac {1}{b^{k}}}{\frac {\sin {\frac {k\pi }{2}}}{k}}\right]={\frac {1}{b}}\sum _{k=0}^{\infty }\left[{\frac {1}{b^{4k}}}\left({\frac {1}{4k+1}}+{\frac {-1}{4k+3}}\right)\right]\\&={\frac {1}{b}}P\left(1,b^{4},4,(1,0,-1,0)\right)\end{aligned}}}

### 寻找新的等式
使用上述P函数，令s = 1, m > 1可得出已知的π的最简单公式。很多已知的公式是令b是2或3的幂，m是2的幂或者其他多因子的值，并令向量A等於零。在计算了一些类似的和之后，这类发现引发了使用计算机搜索类似线性组合的尝试。搜索程序为每个参数，s, b, m分别选择一个定义域，然后求和并检查值，并使用整数关系侦查算法，例如赫拉曼·弗古森的PSLQ算法，来找到一个向量A使得这些中间值可以加在一起得到一个著名的常数（A也可能是零）。

### π的BBP公式
原始的BBP π求和公式是在1995年由Plouffe使用PSLQ算法发现的。它同样可由上述P函数表示：
{\displaystyle {\begin{aligned}\pi &=\sum _{k=0}^{\infty }\left[{\frac {1}{16^{k}}}\left({\frac {4}{8k+1}}-{\frac {2}{8k+4}}-{\frac {1}{8k+5}}-{\frac {1}{8k+6}}\right)\right]\\&=P\left(1,16,8,(4,0,0,-2,-1,-1,0,0)\right)\end{aligned}}}
这个公式也可以使用下述两个多项式的商来表示：
{\displaystyle \pi =\sum _{k=0}^{\infty }\left[{\frac {1}{16^{k}}}\left({\frac {120k^{2}+151k+47}{512k^{4}+1024k^{3}+712k^{2}+194k+15}}\right)\right]}
这个等式可以用一个较为简单的方式严格证明。

#### π的BBP位抽取算法
这个公式给出一个抽取π的十六进制位数值的算法。首先我们需要将这个公式化为：
{\displaystyle \pi =4\sum _{k=0}^{\infty }{\frac {1}{(16^{k})(8k+1)}}-2\sum _{k=0}^{\infty }{\frac {1}{(16^{k})(8k+4)}}-\sum _{k=0}^{\infty }{\frac {1}{(16^{k})(8k+5)}}-\sum _{k=0}^{\infty }{\frac {1}{(16^{k})(8k+6)}}}。
在使用此公式实现一个spigot算法之前，还需做一些改动。我们想要找出π在十六进制下的第n位，所以首先我们需要将该求和序列拆为n之前和n之后两部分。对于前述公式的第一项而言，
{\displaystyle \sum _{k=0}^{\infty }{\frac {1}{(16^{k})(8k+1)}}=\sum _{k=0}^{n}{\frac {1}{(16^{k})(8k+1)}}+\sum _{k=n+1}^{\infty }{\frac {1}{(16^{k})(8k+1)}}}。
我们再将等式两边乘以16 n，使得小数点恰好落在第n位。
{\displaystyle \sum _{k=0}^{\infty }{\frac {16^{n-k}}{8k+1}}=\sum _{k=0}^{n}{\frac {16^{n-k}}{8k+1}}+\sum _{k=n+1}^{\infty }{\frac {16^{n-k}}{8k+1}}}。
由于我们关心的是小数部分，我们观察这个式子的两项，会发现仅有第一项能够出现整数部分，而第二项不会出现整数部分。因为第二项中k > n,第二项中的分子一定小于分母。由此我们需要一个使用一种技巧来从第一项中除去整数。那就是要mod 8k + 1。于是原式第一项的小数部分的公式就是：
{\displaystyle \sum _{k=0}^{n}{\frac {16^{n-k}\mod 8k+1}{8k+1}}+\sum _{k=n+1}^{\infty }{\frac {16^{n-k}}{8k+1}}}。
注意模运算将保证只有小数部分的和会被保留下来。想要快速有效的计算16 n - k mod 8k + 1 ,可使用模幂運算（Modular exponentiation）。
对公式的其余项使用相同的处理办法，并根据原式求出最后的结果。
{\displaystyle 4\Sigma _{1}-2\Sigma _{2}-\Sigma _{3}-\Sigma _{4}.\,\!}
由于仅有小数部分是准确的，想要抽取特定的小数位需要去掉最终结果的整数部分，并乘16来跳过这一个16进制位（理论上说在精度范围内这一位下面的几个小数位仍然是准确的）。
这个过程类似于長整數乘法（long multiplication），但只需对一些中间列进行求和。由于有些进位没有被计算，而我们只关心最重要的位，计算机通常对很多位（32或者64）同时进行计算。存在一种极低的可能性，就是当极端情况出现，可能会将一个小数（比如1）加到999999999999999上，然后这个错误将会影响最重要的那个位。但在最终计算结果的时候，这种情况如果要发生，那也会是显而易见的。
这个算法被广为应用并有多种程序实现。

#### 使用BBP算法计算π的好处
这个算法无需自定义一种包含数千甚至数亿数字的“大数”数据类型。这种算法计算第n位而无需计算前n-1位，因此可以采用简单有效的数据类型。
这种算法对于计算π的第n位（或者第n位的附近几位）是最快最有效的，但使用大数据类型来计算π的前n位的算法仍然比这个算法更快。

## 推广
D.J.布拉德赫斯特提出了一种BBP算法的泛化形式。这种形式可以用于在接近线性时间和对数空间下求很多其他的常数。例如卡塔兰常数，{\displaystyle \pi ^{3}}，{\displaystyle \log ^{3}2}，阿培裏常数{\displaystyle \zeta (3)}（其中{\displaystyle \zeta (x)}是黎曼ζ函數），{\displaystyle \pi ^{4}}，{\displaystyle \log ^{4}2}，{\displaystyle \log ^{5}2}，{\displaystyle \zeta (5)}，还有很多{\displaystyle \pi }和{\displaystyle \log 2}的不同幂次。这些结果主要是使用多重对数函数（polylogarithm ladder）得到的。